# Ortopla
Ortopla is een geslacht van vlinders van de familie spinneruilen (Erebidae), uit de onderfamilie Calpinae.

## Soorten
- O. commutanda Warren, 1891
- O. iarbasalis Walker, 1858
- O. lindsayi Hampson, 1891
- O. noduna Swinhoe, 1905
- O. reliquenda Walker, 1858